# Església de Sant Bartomeu de Cogullada
L'església parroquial de Sant Bartomeu o Bertomeu situada a la carretera d'Alberic a Cogullada, al terme municipal de Carcaixent (Ribera Alta, País Valencià), és un edifici religiós construït entre els segles xvi i xvii, en què es van efectuar reformes al segle xix.

## Història
La fundació de l'església no se sap amb exactitud, però se situaria a finals del segle xv i principis del segle xvi.
De la primitiva estructura queden poques restes, només a la zona del presbiteri i la sagristia. La resta de l'església és més recent, del segle xvii, quan s'efectuen reformes ampliant-se la nau i construint-se les capelles laterals.
Al segle xix, en 1854 es va construir la cúpula de la capella de la Verge de la Salut. El 1873 es van dur a terme reformes a la façana, coberta i volta, així com es va elevar l'altura del campanar.

## Descripció
Es tracta d'una església de planta de creu llatina, amb una nau central i capelles laterals. La nau es cobreix amb volta de canó amb llunetes en què s'obren finestrals. Les capelles cobreixen amb voltes bufades, a excepció de la capella del Crist de la Salut situada al costat de l'epístola (el de la dreta) amb cúpula sobre petxines.
A l'exterior presenta una coberta a dues aigües. La façana és de grans dimensions, en què destaca la portada de dos cossos, realitzada en pedra. L'inferior és adovellat flanquejat per pilastres dòriques estriades. A la part superior se situa una fornícula amb la imatge de Sant Bartomeu, flanquejada per volutes corbades i piràmides en els extrems. Es remata la portada amb un frontó triangular partit.
A la dreta de la façana, i adossat a aquesta, es troba el campanar que arriba a l'altura de 17 metres, és de planta quadrada. A la part superior, sobre el cos de campanes, se situa un ampit rematat amb boles en els angles. Coronant la torre un templet amb arcs de mig punt en cadascun dels seus quatre costats, cobert a quatre aigües.

## Detalls constructius

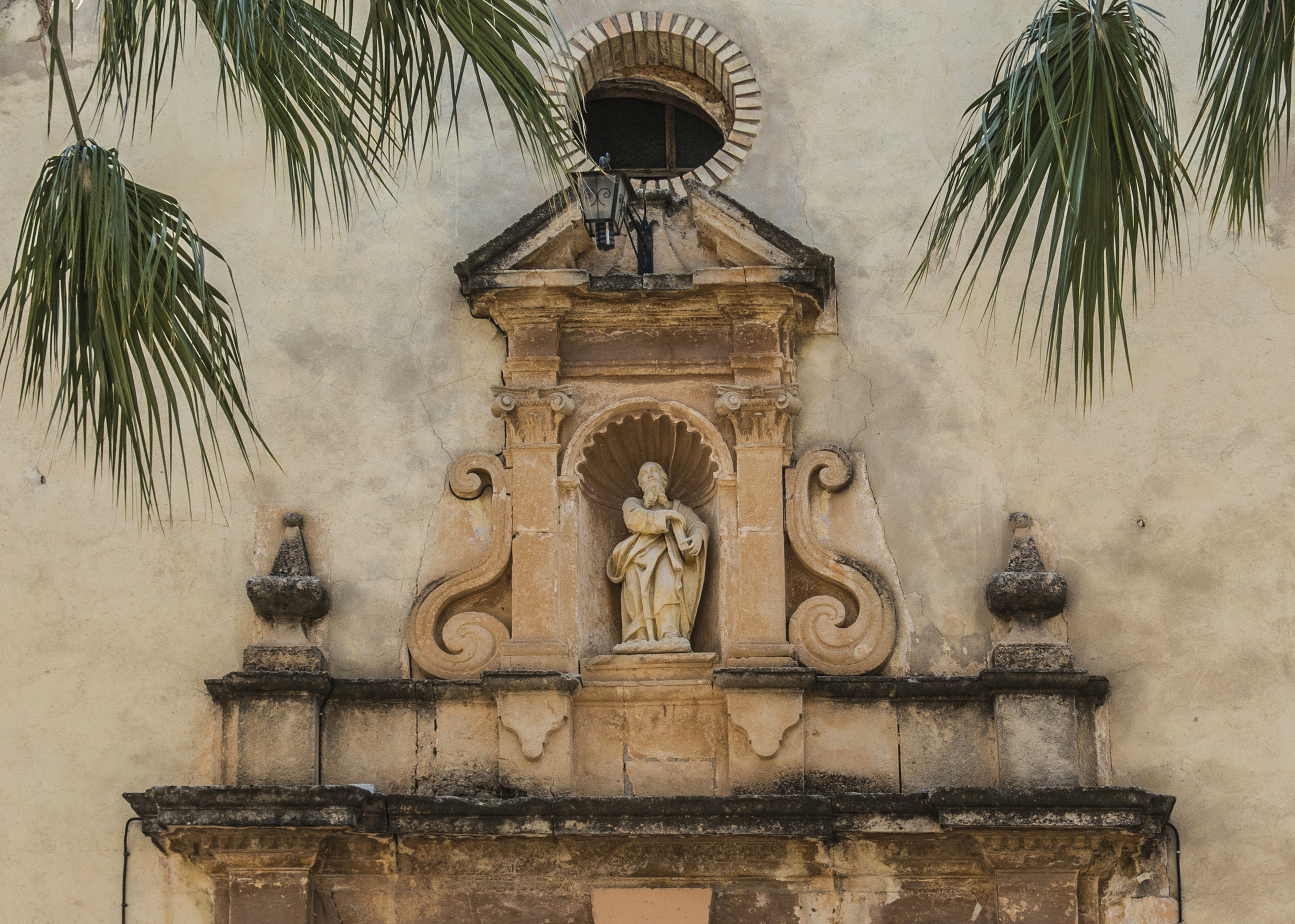
Detall de la façana.
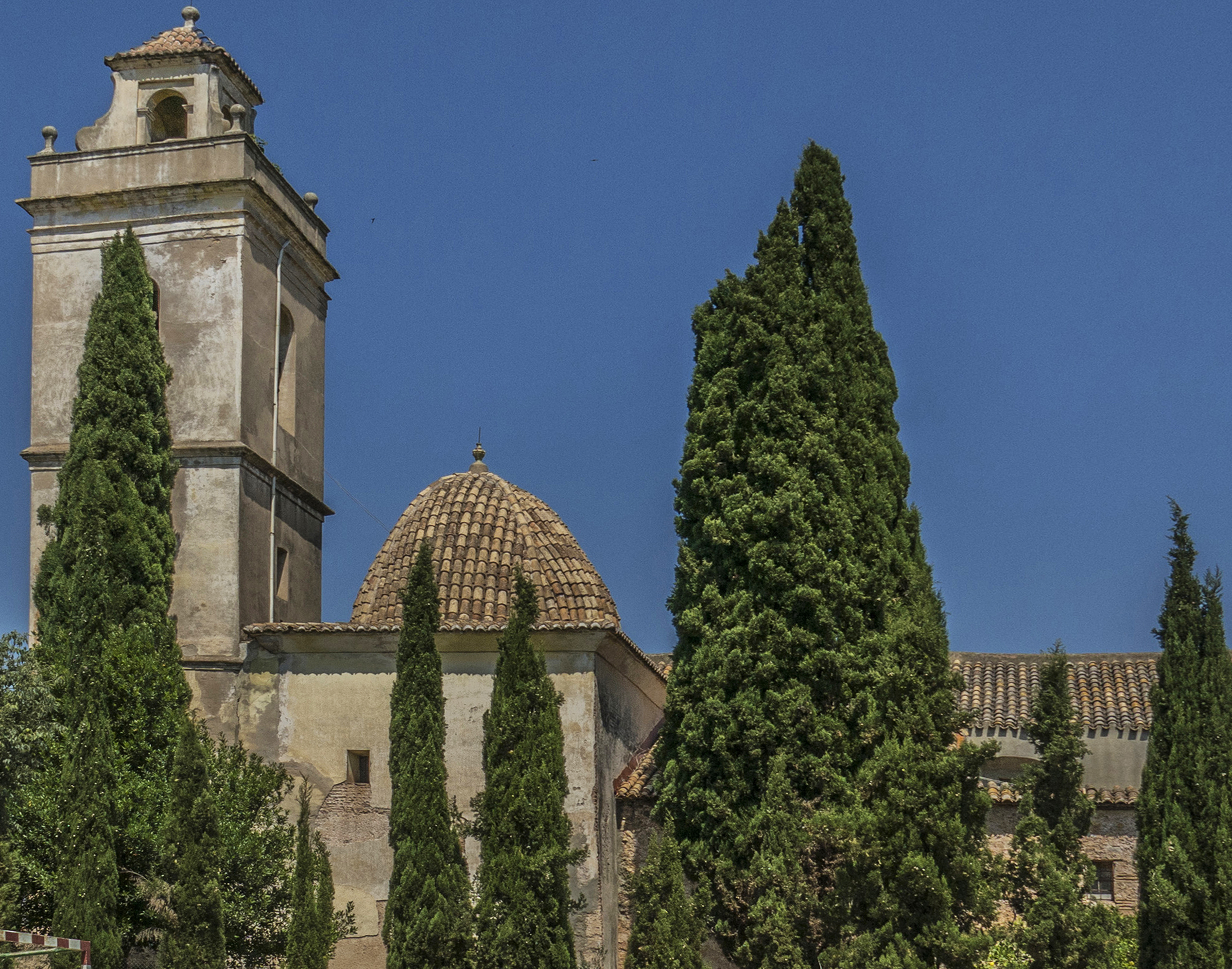
Campanar i cúpula.